# 杨根生
杨根生（1955年11月—），中华人民共和国政治人物，河南商城人。中国共产党党员
。

## 生平
历任福建省政和县副县长、县委副书记、代县长、县长，南平市委常委；西藏自治区林芝地委委员、地区行署常务副专员、地委副书记；漳州市委副书记，福建省委农办常务副主任、主任等职。2008年4月任中共莆田市委书记，2013年2月卸任。